# Крюково (депо)
55°59′30″ пн. ш. 37°09′24″ сх. д. / 55.99167° пн. ш. 37.15667° сх. д.
Моторвагонне депо Крюково (ТЧ-6) — структурний підрозділ Жовтневої дирекції моторвагонного рухомого складу — філія центральної дирекції моторвагонного рухомого складу ВАТ «Російські залізниці».
Моторвагонне депо прямокутного типу з технічного обслуговування та поточного ремонту електропоїздів.
Депо є базовим на Жовтневій залізниці (як Московського, так і Санкт-Петербурзьких вузлів) з ремонту моторвагонного рухомого складу в обсязі ТР-2.
З 2016 року через збільшення ремонтних потужностей депо взяло на себе 46 % обсягу ТР-2 Московської залізниці (дирекції)

## Історія
Депо Крюково відкрито 4 червня 2000 року. Перші електропоїзда, що надійшли в депо виробництва Ризького вагонобудівного заводу 1986—1990 рр., були передані з депо Москва-Жовтнева, переобладнаного в пасажирське вагонне депо.
У 2009 році була завершена друга черга будівництва депо, що проводилася з 2006 року, в рамках програми оновлення деповського господарства приміських пасажирських перевезень, що містила будівництво нового цеху поточного ремонту другого рівня ТР-2, цеху технічного обслуговування четвертого рівня з обточуванням колісних пар ТО-4, а також цехи екіпірування та прибирання рухомого складу.
Кількість вагонів, для яких проводитиметься обточування, збільшилася з 350 до 1000 на рік.
У 2010 році депо стало базовим підприємством із поточного ремонту другого рівня електропоїздів на Жовтневій залізниці.
Загальний обсяг фінансування становив близько 1,5 мільярда рублів.
Проєктна потужність депо становить 187 моторвагонних секцій на рік, у майбутньому її планується збільшити до 347.

## Приписний парк
Приписний парк депо на 2019 рік складає близько 40 складів. 
До 2015 року в депо експлуатувалися лише електропоїзди серій ЕР2Т та ЕТ2М у вигляді 12-вагонних складів. 
З літа 2019 року на баланс депо було передано склади типу ЕС2Г для експлуатації на експресних рейсах у вигляді СМЕ з двох 5-вагонних електропоїздів, довжина СМЕ при цьому незначно коротша за склад типу ЕТ2М (раніше ці електропоїзди перебували на балансі ТЧ- 96 Підмосковна), в тому числі і для роботи в категорії «Комфорт» звичайних приміських маршрутів. 
У міру запуску нових складів ЕТ2М передаються до Санкт-Петербурга та інших депо Жовтневої залізниці.

## Тягові плечі
Сумарне охоплення тягових плечей депо становить понад половину протяжності магістралі Санкт-Петербург — Москва, а також два прилеглі електрифіковані відгалуження, одне з яких тупикове:
- Москва-Пасажирська — Твер (166,7 км), включаючи зонний оборот за такими плечима:
  - Москва-Пасажирська — Крюково (38,5 км)
  - Москва-Пасажирська — Подсолнечна (64,5 км)
  - Москва-Пасажирська — Клин (89,1 км)
- Москва-Пасажирська — Конаково ДРЕС (141,0 км)
- Твер — Торжок (75,5 км)
- Твер — Бологе-Московське (163,6 км), включаючи зонний оборот дільницею Твер — Лихославль
- Бологе-Московське — Окуловка (у вихідні тільки до Угловки)

Також з листопада 2019 року депо взяло на себе обслуговування аероекспресів на маршруті Москва-Пасажирська-Київська — Внуково.